# Cinquantième
Cinquantième is een ouverture voor harmonieorkest van de Franse componist Serge Lancen uit 1993. Zoals de naam aangeeft is dit vijftigste compositie voor harmonieorkest. De première van het werk werd verzorgd door het Harmonieorkest van Pont-Sainte-Marie - Lavau - Creney-près-Troyes onder leiding van Alain Thiery ter gelegenheid van het 120-jarig jubileum van dit orkest in 1994.
Het werk werd op cd opgenomen door de Johan Willem Friso Kapel onder leiding van Wim Jongen.